# 小毒鮋屬
小毒鮋屬，為輻鰭魚綱鮋形目鮋亞目毒鮋科的其中一屬。

## 下属物种
- 馬來亞小毒鮋(Leptosynanceia asteroblepa)

## 扩展阅读
維基物種上的相關：小毒鮋屬